# سرديان دوكانوفيتش
سرديان دوكانوفيتش هو لاعب كرة قدم صربي في مركز الوسط، ولد في 4 نوفمبر 1980 في مدينة فرباس في صربيا. لعب مع أوبرا أوبول وهايدوك كولا.

## وصلات خارجية
- سرديان دوكانوفيتش على موقع قاعدة بيانات كرة القدم.إي يو (الإنجليزية)
- سرديان دوكانوفيتش على موقع Soccerway.com (الإنجليزية)